# Петравичюс, Леопольдас Владович
Леопольдас Владович Петравичюс — советский хозяйственный и политический деятель.

## Биография
Родился в 1927 году в Укмерге. Член КПСС с 1958 года.
Окончил Каунасский политехнический институт.
В 1958—1962 гг. — главный инженер Акменайского цементного завода.
В 1962—1978 гг. — директор Акменайского шиферного завода.
В 1978—1990 гг. — генеральный директор производственного объединения «Акменайцемент».
Лауреат Государственной премии Литовской ССР (1984).
Избирался депутатом Верховного Совета СССР 11-го созыва.
Жил в Акменае.

## Награды
- Орден Октябрьской Революции (1986)
- Орден Трудового Красного Знамени (1963)